# Can Serra (metropolitana di Barcellona)
Can Serra è una stazione della linea 1 della metropolitana di Barcellona.
La stazione è situata sotto il parco di Les Planes tra la calle Molí e la Avenida Isabel la Católica ad Hospitalet de Llobregat. La stazione fu inaugurata nel 1987.